# Katrin Sello
Katrin Sello (geboren 8. Dezember 1941 in Berlin; gestorben 20. Januar 1992 in Hannover) war eine deutsche Kunsthistorikerin, Kunstkritikerin und Direktorin des Kunstvereins Hannover.

## Leben

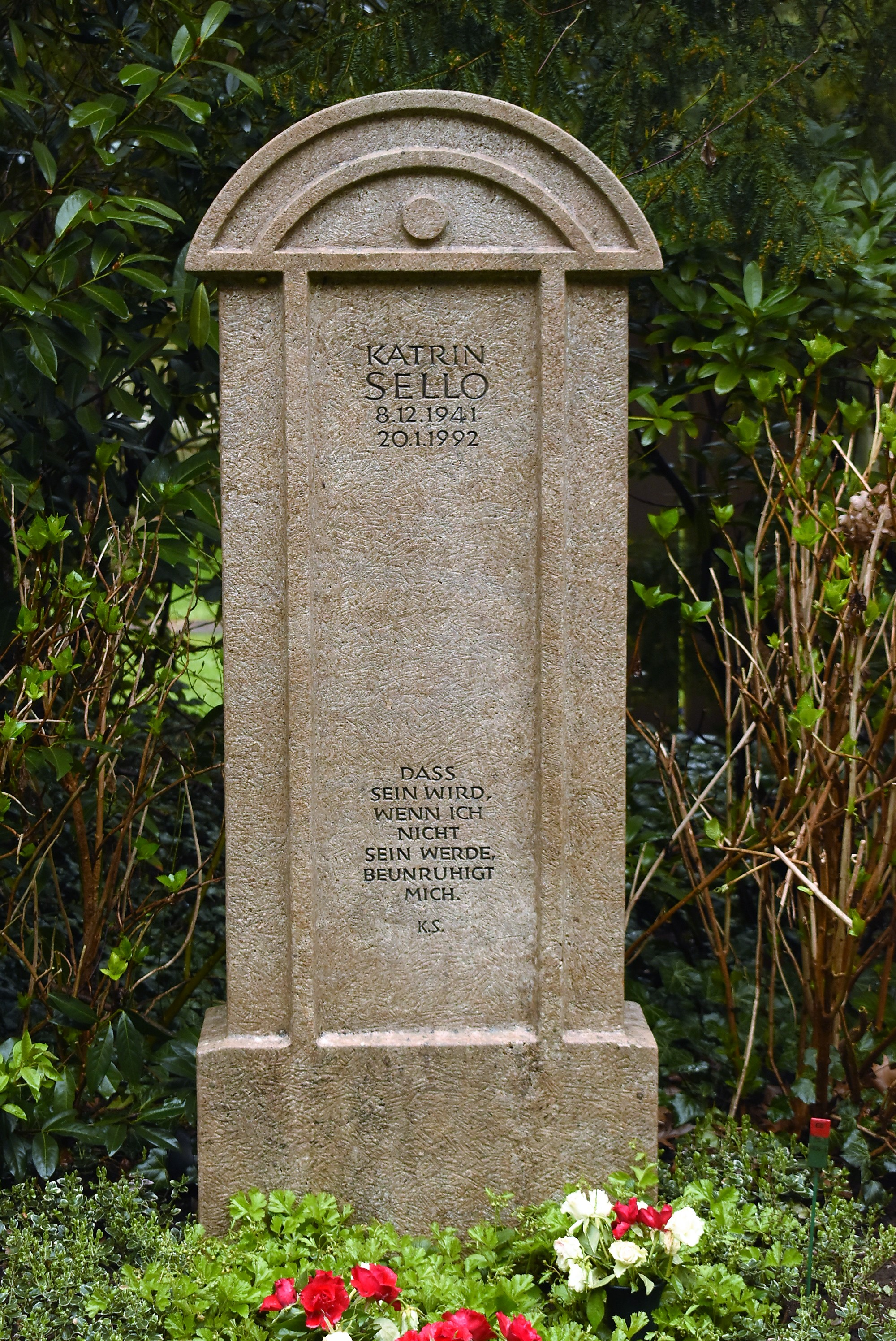
Grabmal von Katrin Sello auf dem Stadtfriedhof Engesohde

Katrin Sello wurde als Tochter der Fotografin Ingeborg Sello und des Kunsthistorikers und -kritikers Gottfried Sello geboren, wuchs in Hamburg auf und studierte Kunstwissenschaft und Germanistik in München und Berlin. In Berlin zählte sie zu den Mitbegründerinnen der Neuen Gesellschaft für Bildende Kunst, begann als Kunstkritikerin zu arbeiten und als Autorin für Ausstellungskataloge. 1976 wurde sie als Nachfolgerin von Helmut R. Leppien Direktorin des Kunstvereins Hannover (bis 1989). In dieser Zeit verantwortete sie über 70 Ausstellungen, etwa über Constant Permeke, Frida Kahlo, Tina Modotti, Maria Lassnig, Marianne von Werefkin und Miriam Cahn. Auch die Einrichtung des Stipendiums der „Villa Minimo“ für Nachwuchskünstler und die sich anschließenden Herbstausstellungen der Preisträger ging auf ihre Initiative zurück. Sie starb nach jahrelanger, schwerer Krankheit.
Katrin Sello ist auf dem Stadtfriedhof Engesohde in Hannover (Abteilung 15) begraben. Die Inschrift auf ihrem Grabstein lautet: Dass sein wird, wenn ich nicht sein werde, beunruhigt mich. K.S. „Angesichts der Persönlichkeit und der Bedeutung von Katrin Sello in der Kunstszene“ wandelte der Rat der Landeshauptstadt Hannover die Grabstätte von Katrin Sello auf dem Engesohder Friedhof 2004 in ein Ehrengrab um, damit die Grabstätte auf Friedhofsdauer erhalten bleibt.
2001 benannte die Landeshauptstadt Hannover den „Katrin-Sello-Weg“ im Stadtteil Badenstedt nach ihr.

## Nachlass
Die Akademie der Künste in Berlin hat den Nachlass von Katrin Sello als Archiv übernommen und Katrin Sello als bedeutendste Ausstellungsmacherin ihrer Zeit gewürdigt. Die offizielle Archivpräsentation fand im Rahmen einer feierlichen Eröffnung im März 2018 statt. Der Kunsthistoriker Uwe M. Schneede würdigte das umfangreiche Wirken Katrin Sellos.

## Ausstellungskataloge (Auswahl)
- Backbilder. Die nicht brotlose Kunst. Kunstverein Hannover, Dezember 1976-Januar 1977. Kataloggestaltung: Katrin Sello. Hannover 1977.
- Nachbilder. Vom Nutzen und Nachteil des Zitierens für die Kunst. Kunstverein Hannover, 10. Juni bis 29. Juli 1979. Katalog: Gerhard Ahrens und Katrin Sello. Hannover: Kunstverein 1979.
- Kunst aus der DDR, Bezirk Halle. Kunstverein Hannover, 2. Dezember 1979 bis 3. Februar 1980. Katalog: Helmut Brade und Katrin Sello. Hannover: Kunstverein 1979.
- Malte Sartorius. Zeichnungen und Radierungen. Kunstverein Hannover, 26. April bis 31. Mai 1981. Katalog: Katrin Sello. Hannover: Kunstverein 1981.
- Spiegelbilder. Kunstverein Hannover, 9. Mai bis 30. Juni 1982 […]. Katrin Sello [Hrsg.]. Hannover (u. a.): Kunstverein 1982.
- Liste der konfiszierten Werke und unveröffentlichten Dokumente. Dokumentation im Rahmen der Ausstellung „Verboten, verfolgt – Kunstdiktatur im Dritten Reich“, Kunstverein Hannover, 5. Juni bis 14. August 1983. Red.: Katrin Sello. Hannover: Kunstverein 1983.
- Zwölf Bildhauer in Niedersachsen. Hans-Jürgen Breuste, Emil Cimiotti, Ulrike Enders, Yvonne Goulbier, Sabine Krasel, Gabriele Marwede, Christiane Möbus, Siegfried Neuenhausen, Rolf Nickel, Heinz-Günter Prager, Karl Schaper, Timm Ulrichs. Ausstellung, 7. Dezember 1985 – 19. Januar 1986. Red.: Katrin Sello. Hannover: Kunstverein 1985.

## Gedichte
- Antilope wollte ich sein zur Nacht. Nichtprosa. Hamburg: Christians 1992. ISBN 3-7672-1167-X

## Ehrungen
- Die 2001 im hannoverschen Stadtteil Badenstedt angelegte Straße Katrin-Sello-Weg ehrt die Journalistin und Kunstvereins-Direktorin seitdem durch ihre Namensgebung.[3]